# Smeringochernes plurisetosus
Smeringochernes plurisetosus es una especie de arácnido del orden Pseudoscorpionida de la familia Chernetidae.

## Distribución geográfica
Se encuentra en las Islas Salomón.